# Marinos de Thrace
 (mars 2024).
La mise en forme du texte ne suit pas les recommandations de Wikipédia : il faut le « wikifier ».
Les points d'amélioration suivants sont les cas les plus fréquents. Le détail des points à revoir est peut-être précisé sur la page de discussion.
- Les titres sont pré-formatés par le logiciel. Ils ne sont ni en capitales, ni en gras.
- Le texte ne doit pas être écrit en capitales (les noms de famille non plus), ni en gras, ni en italique, ni en « petit »…
- Le gras n'est utilisé que pour surligner le titre de l'article dans l'introduction, une seule fois.
- L'italique est rarement utilisé : mots en langue étrangère, titres d'œuvres, noms de bateaux, etc.
- Les citations ne sont pas en italique mais en corps de texte normal. Elles sont entourées par des guillemets français : « et ».
- Les listes à puces sont à éviter, des paragraphes rédigés étant largement préférés. Les tableaux sont à réserver à la présentation de données structurées (résultats, etc.).
- Les appels de note de bas de page (petits chiffres en exposant, introduits par l'outil «  Source ») sont à placer entre la fin de phrase et le point final[comme ça].
- Les liens internes (vers d'autres articles de Wikipédia) sont à choisir avec parcimonie. Créez des liens vers des articles approfondissant le sujet. Les termes génériques sans rapport avec le sujet sont à éviter, ainsi que les répétitions de liens vers un même terme.
- Les liens externes sont à placer uniquement dans une section « Liens externes », à la fin de l'article. Ces liens sont à choisir avec parcimonie suivant les règles définies. Si un lien sert de source à l'article, son insertion dans le texte est à faire par les notes de bas de page.
- La présentation des références doit suivre les conventions bibliographiques. Il est recommandé d'utiliser les modèles {{Ouvrage}}, {{Chapitre}}, {{Article}}, {{Lien web}} et/ou {{Bibliographie}}. Le mode d'édition visuel peut mettre en forme automatiquement les références.
- Insérer une infobox (cadre d'informations à droite) n'est pas obligatoire pour parachever la mise en page.

Pour une aide détaillée, merci de consulter Aide:Wikification.
Si vous pensez que ces points ont été résolus, vous pouvez retirer ce bandeau et améliorer la mise en forme d'un autre article.
 (mars 2024).
Marinus de Thrace (grec moderne : Μαρῖνος) (floruit c. 385 jusqu'à 420-423 au plus tard) a brièvement été l'archevêque arien incontesté de Constantinople après la mort de l'évêque Démophile vers 386. Il a cependant été remplacé par Dorotheus d'Antioche vers 387 ou 388. Lorsque Dorotheus est arrivé de Syrie, il a été immédiatement installé comme le nouvel archevêque, ayant été considéré par sa secte comme mieux qualifié pour le poste que Marinus. Il a également été cité que la secte était mécontente de la destitution de Marinus, notamment parce qu'il représentait les opinions de son parti, qui étaient associées aux positions prises par Selenas, évêque des Goths. Une différence clé, par exemple, était la manière dont Dorotheus niait la paternité éternelle de Dieu tandis que Marinus la revendiquait.
Dès lors, Marinus se retira de la communion avec les Ariens qui suivaient Dorotheus et, avec un groupe de disciples devenus nombreux au point d'être considérés comme une secte distincte des Ariens, il a maintenu un réseau rival d'églises et d'oratoires. La secte soutenait, contrairement aux Ariens sous Dorotheus, que "le Père avait toujours été le Père, même lorsque le fils n'existait pas." Ceux qui ont pris parti pour Dorotheus sont restés en possession de leurs églises tandis que ceux qui ont pris parti pour Marinus ont dû en construire de nouvelles. This sect became known as the Psathyrians, which included Theoctistus -  one of its most prominent champions - who was by profession a cake-seller (ψαθυροπώλης). Le schisme entre les sectes serait guéri par l'ancien consul Plinta pendant le règne de Théodose II.